# Löfte i gryningen
Löfte i gryningen, La Promesse de l'aube (franska), är en självbiografisk roman skriven av Romain Gary som utkom 1960 på det franska förlaget Éditions Gallimard och översattes till svenska 1962. Boken filmatiserades 1971 av Jules Dassin.
Första delen utspelar sig i en stad som Gary väljer att kalla för Wilno som varit både rysk och polsk men som idag heter Vilnius och är huvudstaden av Litauen. Här berättar Gary om upptåg såsom första sexuella upplevelsen samt diverse busstreck. Andra delen består av en flytt till Nice. Tredje delen utspelar sig under andra världskriget då Gary är stationerad i bland annat Afrika.
Förutom huvudpersonen Gary upptas boken till stor del av ett porträtt av modern som en karaktärsstark kvinna som inget hellre vill än att hennes son ska bli en känd dansör, musiker, författare eller uppvisa annan konstnärlig framgång. Modern kedjeröker cigaretter av märket Gauloises Brunes som förekommer på bokens framsida.